# Halász László (színművész)
Halász László (Józsa, 1932. május 1. – Budapest, 2000. december 12.) Jászai Mari-díjas magyar színművész, komikus.

## Életpályája
A ma Debrecenhez tartozó Józsán született 1932-ben. 1955-ben végzett a Színház-és Filmművészeti Főiskolán. 1956 és 1974 között a szolnoki Szigligeti Színház tagja volt. 1974-től a Mikroszkóp Színpadon játszott. Prózai, zenés és kabarédarabokban adta jelét tehetségének. Különösen emlékezetes alakítása maradt a vevő alakjának megformálása 1987-ben Nóti Károly: Imádom Dengelengi Boldizsárt! című kabaréjelenetében. A közönség a „kis Halász” néven emlegette. Hosszan tartó betegség után hunyt el. Szülei mellett kapott végső nyughelyet.
Felesége Molnár Margit Katalin súgó.

## Színpadi szerepeiből
A Színházi adattárban regisztrált bemutatóinak száma: 125; ugyanitt két színházi felvételen is látható.

### Szolnoki Szigligeti Színház
- Fazekas Mihály: Lúdas Matyi... Matyi
- Szirmai Albert: Mágnás Miska... Miska
- Lehár Ferenc: Luxemburg grófja... Sir Basil

### Mikroszkóp Színpad
- Közértben... Lajoska
- Nóti Károly: Imádom Dengelengi Boldizsárt!... Vevő
- Tedd le, Gyula!... Rendőr

### Magyar Televízió
- Három nővér paródia (Szilveszteri műsor)... Versinyin ezredes
- Hogyan takarékoskodjunk... (Egyszemélyes kabarészám)

## Filmjei

### Játékfilmek
- Kiskrajcár (1953) – Csizmadia
- Hajdu István igazsága (1953, rövid játékfilm) – Kari
- Körhinta (1955) – Fiú a TSZ-ből
- Fügefalevél (1966)
- Angi Vera (1978) – Sas elvtárs
- A Pogány Madonna (1980) – Nagy Vilmos, szántódi rendőr
- Kettévált mennyezet (1982) – Ügyvéd
- Az élet muzsikája (1984) – Birodalmi tisztviselő
- Banánhéjkeringő (1986) – Anyakönyvvezető
- Bucó, Szetti, Tacsi és az ékszertolvajok (1987, rövid rajzfilm) – Patkány (hang)
- Emberrabló lányok (1989)
- Hamis a baba (1991) – Utas a reptéren
- Esti Kornél csodálatos utazása (1994) – Elnök

### Tévéfilmek
- Timur és csapata (1960)
- Írott malaszt (1974)
- Férfiak akiket nem szeretnek (1975) – Gyönk földije
- Szépség Háza (1975) – Zsűritag
- Szerelem bolondjai 1-2. (1976)
- Havannai kihallgatás (1977)
- Második otthonunk 2-4. (1977-1978)
- Önfelszámolás (1977)
- Szimulánsok (1977)
- Amerikai komédia (1978) – Borbély
- Iskolavár (1978)
- Küszöbök 1-6. (1978) – Vallató I.
- Megtörtént bűnügyek (1978) – Kós Jani (7. részben)
- Mire megvénülünk 1-6. (1978)
- Saroküzlet (1978) – Funker
- Snuki (1978)
- Vakáció a halott utcában (1978) – Új lakó
- Váljunk el! (1978) – Reformpárti politikus
- Csak egy csap (1979) – Ellenőr III.
- Worafka tanácsos úr (1979)
- Vannak még angyalok (1980)
- A 78-as körzet (1981) – Tóth, kőműves
- Asszonyok (1981)
- Mindenért fizetni kell (1981)
- Sóder (1981)
- Alacsony az Ararát (1982)
- Csak semmi politika (1982)
- Kutyakomédia (1982) – Toklász
- Tiszta idegbaj (1982)
- Varázstoll (1982)
- Ez még semmi (1983)
- Fabuland (1984)
- Kismaszat és a Gézengúzok (1984) – Taxisofőr I.
- Hóhatár (1985) – Kónya úr
- Csak a testvérem (1986) – Körmös Géza, Elvira férje
- Mennyei hang (1986)
- Almási, avagy a másik gyilkos (1987)[4] – Recepciós
- Kávédaráló (1987, rövid tévéfilm)
- Az angol királynő (1988) – Pincér
- Fagylalt tölcsér nélkül (1989)
- Holnapra a világ (1989)
- Angyalbőrben (1990) – VW Tulajdonos
- Família Kft. I. (1991) – Bubus
- Frici, a vállalkozó szellem (1992) – Müller, pék
- Uborka (1992) (hang)
- Aranyoskáim (1996)
- TV a város szélén (1998) – Dönci papája

## Szinkronszerepe

### Filmek
| Év   | Cím                                            | Szereplő | Színész       | Szinkron év |
| ---- | ---------------------------------------------- | -------- | ------------- | ----------- |
| 1957 | Szoknyás Faust                                 | N/A      | N/A           | 1989        |
| 1965 | Casanova ’70                                   | N/A      | N/A           | 1980        |
| 1969 | A négyes labor őrültje                         | Csendőr  | Paul Préboist | 1982        |
| 1972 | Megegyezés                                     | N/A      | N/A           | 1980        |
| 1972 | Rablás női módra                               | N/A      | N/A           | 1980        |
| 1973 | Nem adom a lányom                              | N/A      | N/A           | 1975        |
| 1973 | Szép, gazdag nő kis testi hibával férjet keres | N/A      | N/A           | 1983        |
| 1975 | Száz nap a gyerekkor után                      | N/A      | N/A           | 1977        |
| 1977 | Fayard bíró, akit seriffnek hívtak             | N/A      | N/A           | 1978        |

### Rajzfilmek
| Év   | Cím                                                | Szereplő                       | Szinkronhang  | Szinkron év |
| ---- | -------------------------------------------------- | ------------------------------ | ------------- | ----------- |
| 1980 | Tapsi Hapsi – Bűnügyi különkiadás                  | Polgármester (archív felvétel) | Mel Blanc     | 1986        |
| 1981 | Mickey és Donald                                   | szöveg felolvasása             | –             | 1987        |
| 1981 | Mickey és Donald                                   | További szereplők              | N/A           | 1987        |
| 1985 | Praclifalva lakói 1-13.                            | Pracli játékvezetőPraclosz     | N/A           | 1989        |
| 1990 | Balu kapitány kalandjai 1-47. (1. magyar szinkron) | Banki alkalmazott              | Charles Adler | 1992        |
| 1990 | Balu kapitány kalandjai 1-47. (1. magyar szinkron) | Szélhámos mosómedve #1         | Danny Mann    | 1992        |

## Díjai, elismerései
- Jászai Mari-díj (1968)
- SZOT-díj (1969)